# Monstranzreliquiar (Marpent)

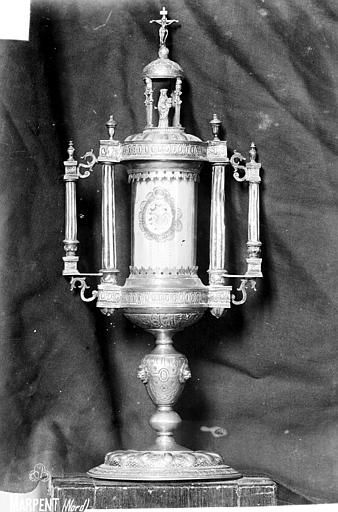
Monstranzreliquiar in Marpent (Foto von Paul Robert, 1866–1898)

Das Monstranzreliquiar in der Kirche St-Martin in Marpent, einer französischen Gemeinde im Département Nord der Region Hauts-de-France, wurde in der ersten Hälfte des 17. Jahrhunderts für eine Stoffreliquie geschaffen, die als Stück vom Hemd der Gottesmutter verehrt wurde. Im Jahr 1896 wurde die Monstranz mit  Reliquie als Monument historique in die Liste der denkmalgeschützten Objekte (Base Palissy) in Frankreich aufgenommen.
Das 36 cm hohe Monstranzreliquar aus Silber steht auf einem runden Fuß, es wird von einer Madonna mit Kind und einem Kreuz auf einer Kuppel darüber bekrönt. Um die Monstranz sind vier Säulen angeordnet.